# Carl Forberg
Carl Forberg (4 de março de 1911 – 17 de janeiro de 2000) foi um automobilista norte-americano que esteve em três (uma) 500 Milhas de Indianápolis: 1950 (não se qualificou), 1951 e 1952 (não se qualificou). As 500 Milhas de Indianápolis fez parte do calendário da Fórmula 1 de 1950 até 1960.